# Kralice nad Oslavou
Kralice nad Oslavou es una localidad del distrito de Třebíč en la región de Vysočina, República Checa, con una población estimada a principio del año 2018 de 1021 habitantes. 
Se encuentra ubicada al sureste de la región, cerca de la orilla de los ríos Jihlava y Svratka (cuenca hidrográfica del Danubio), y de la frontera con Austria y la región de Moravia Meridional.